# Аль-Бухтури
Абу Убада аль-Валид ибн Убайдаллах аль-Бухтури (араб. أبو عبادة الوليد بن عبيد الله البحتري‎;
820 или 821, Манбидж, Сирия — 897 или 898, Манбидж или Алеппо, Сирия) — выдающийся арабский поэт эпохи Аббасидов.

## Биография
Аль-Бухтури родился в Манбидже в Сирии в 820 или 821 году. Его ранняя поэзия, написанная в возрасте 16—19 лет, посвящена родному племени тай. Не ранее 840 года он отправился к своему соплеменнику — «князю поэтов» Абу Таммаму, которому понравились панегирики, сочинённые аль-Бухтури. Абу Таммам привёл своего ученика в Багдад, но не добившись особого успеха в столице Халифата, аль-Бухтури вернулся в Сирию.
Во время второго визита в Багдад аль-Бухтури был представлен халифу аль-Мутаваккиля (годы правления: 847—861) и таким образом началась его карьера в качестве придворного поэта. Ему покровительствовали многие халифы династии Аббасидов, вплоть до времён правления аль-Мутадида (892—902). В 892 году он отправился в Египет, где стал придворным поэтом местного губернатора. К концу жизни аль-Бухтури вернулся в свой родной Манбидж, где и умер в 897 или 898 году (по другим сведениям, умер в Алеппо).

## Творчество
Усилиями аль-Бухтури новации его учителя Абу Таммама приобрели характер законченной системы. Как и его наставник (см. «Хамаса»), аль-Бухтури написал антологию древнеарабской поэзии «Хамаса» (1400 стихотворений). Его «Малая хамаса» не имела такого же успеха, как антология Абу Таммама. Бо́льшую часть его произведений в придворный период составляют панегирики, известные своими точными и детализированными описаниями и музыкальностью тона.
Также перу аль-Бухтури принадлежит диван («сборник»), включающий автобиографические сведения, а также «Книга поэтических образов».